# Шешеня Вадим Валерійович
Вади́м Вале́рійович Шеше́ня (1984—2014) — старший солдат 3-го окремого полку спеціального призначення Збройних сил України, загинув в ході російсько-української війни. Один із «кіборгів».

## Життєпис
Народився 1984 року в місті Надим (Тюменська область, РРФСР). Мама Наталія Миколаївна працювала бухгалтерому, тато Валерій Леонідович — водій. Через рік в родині народжується друга дитина, Гліб. Закінчує Маринську ЗОШ; 2001 року народжується молодша сестра Діана. На початку 1990-х родина переїздить в рідне село батька Маринське, що на Херсонщині (Горностаївський район). Пройшов строкову службу; 2004 року демобілізувався. Працював в колгоспі «Труд», потім влаштовується в фірму ТОВ «Сіт-Релайн» водієм. Зустрічалися з Танею 3,5 роки, 2008 року пара одружилася. Влаштовується водієм автобусу; згодом поступає на службу в МНС (смт Горностаївка) водієм пожежної машини.
У часі війни з березня 2014 року — стрілець, 3-й окремий полк спеціального призначення.
3 жовтня 2014-го загинув при виконанні бойового завдання з оборони аеропорту Донецька. Вадима, важкопораненого, витягнув з-під обстрілу побратим, проте врятувати життя не вдалося. Таді ж полягли загинули капитан Литвинов Іван ОлександровичІ. Литвинов та старший солдат Хруль Олександр ГригоровичО. Хруль.
Вдома залишилися дружина Тетяна, донька Дарина 2010 р.н. та син 2014 р.н.
Похований у селі Маринське, де проживав з родиною.

## Нагороди і вшанування
За особисту мужність і героїзм, виявлені у захисті державного суверенітету та територіальної цілісності України, вірність військовій присязі під час російсько-української війни
- нагороджений орденом «За мужність» III ступеня (9.4.2015, посмертно)
- нагрудним знаком «За оборону Донецького аеропорту» (посмертно)
- Його портрет розміщений на меморіалі «Стіна пам'яті полеглих за Україну» у Києві: секція 4, ряд 1, місце 34
- Вшановується 3 жовтня на щоденному церемоніалі вшанування українських захисників, які загинули цього дня в різні роки внаслідок російської збройної агресії[1]